# Cielo rojo
Cielo rojo (spanisch für Roter Himmel) ist ein vom mexikanischen Sänger und Komponisten Juan Záizar (1933–1991) verfasstes Lied, das erstmals 1957 in der Version von Flor Silvestre auf Single erschien. Zwei Jahre später war es Titellied des 1959 uraufgeführten mexikanischen Films El Ciclón und wiederum zwei Jahre später (1961) sang Flor Silvestre es in dem Film Juan sin miedo im Duett mit Luis Aguilar.

## Inhalt
In dem Lied vermisst der Protagonist seine große Liebe, die zu ihm zurückkehren soll (vuelve otra vez), um ihn wieder zu lieben (vuelve a quererme).
In einer weiteren Strophe heißt es:
Ich träume davon, mit dir zusammen zu gehen (Sueño que vamos los dos muy juntos)

Zu einem blauen Himmel. (A un cielo azul.)

Aber wenn ich aufwache (Pero cuando despierto)

Ist der Himmel rot. Du fehlst mir. (El cielo es rojo. Me faltas tú.)

## Coverversionen
Das Lied wurde von vielen mexikanischen Künstlern gecovert. Dazu gehören unter anderem Lila Downs, Alejandro Fernández, Vicente Fernández, Ana Gabriel, Lucero und Luis Miguel ebenso wie Flor Silvestres Sohn Pepe Aguilar und ihre Enkeltöchter Ángela und Majo Aguilar.